# Нейтріно (село)
Нейтріно (рос. Нейтрино) — село в Ельбруському районі Кабардино-Балкарії Російської Федерації.
Орган місцевого самоврядування — сільське поселення Ельбрус. Населення становить 579 осіб.

## Історія
Село було засновано у 1967 році, одночасно з початком будівництва Баксанської нейтринної обсерваторії. 
Згідно із законом від 27 лютого 2005 року органом місцевого самоврядування є сільське поселення Ельбрус.

## Населення
| 2002 | 2010 |
| ---- | ---- |
| 575  | ↗579 |

Третина населення працює у обсерваторії. 